# Solera

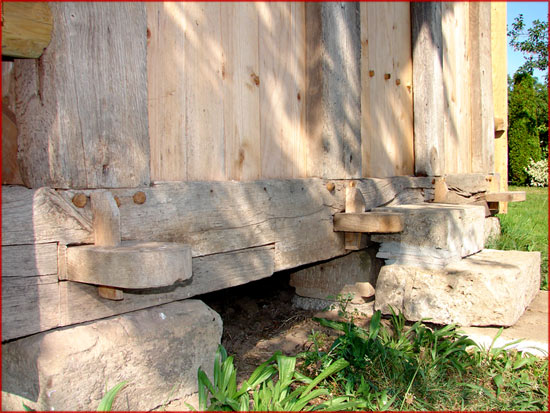
Solera inusual en un granero de construcción con entramado de madera. Largas espigas se proyectan a través de la solera. Las soleras de madera pueden salvar huecos en un cimiento

En construcción  y arquitectura, una solera es el miembro horizontal inferior de una pared o edificio al que se unen miembros inclinados, horizontales o verticales. Las soleras generalmente son de madera, pero actualmente pueden ser de cualquier material. La madera en la parte superior de una pared, panel o bastidor también se denomina carrera, placa superior, solera superior, durmiente, placa de pared o solera de amarre, según su posición o función. Por otro lado, a la solera superior de un vano se denomina dintel, y la inferior, peana si se trata de una ventana o umbral si es una puerta.

## Entramado pesado de madera

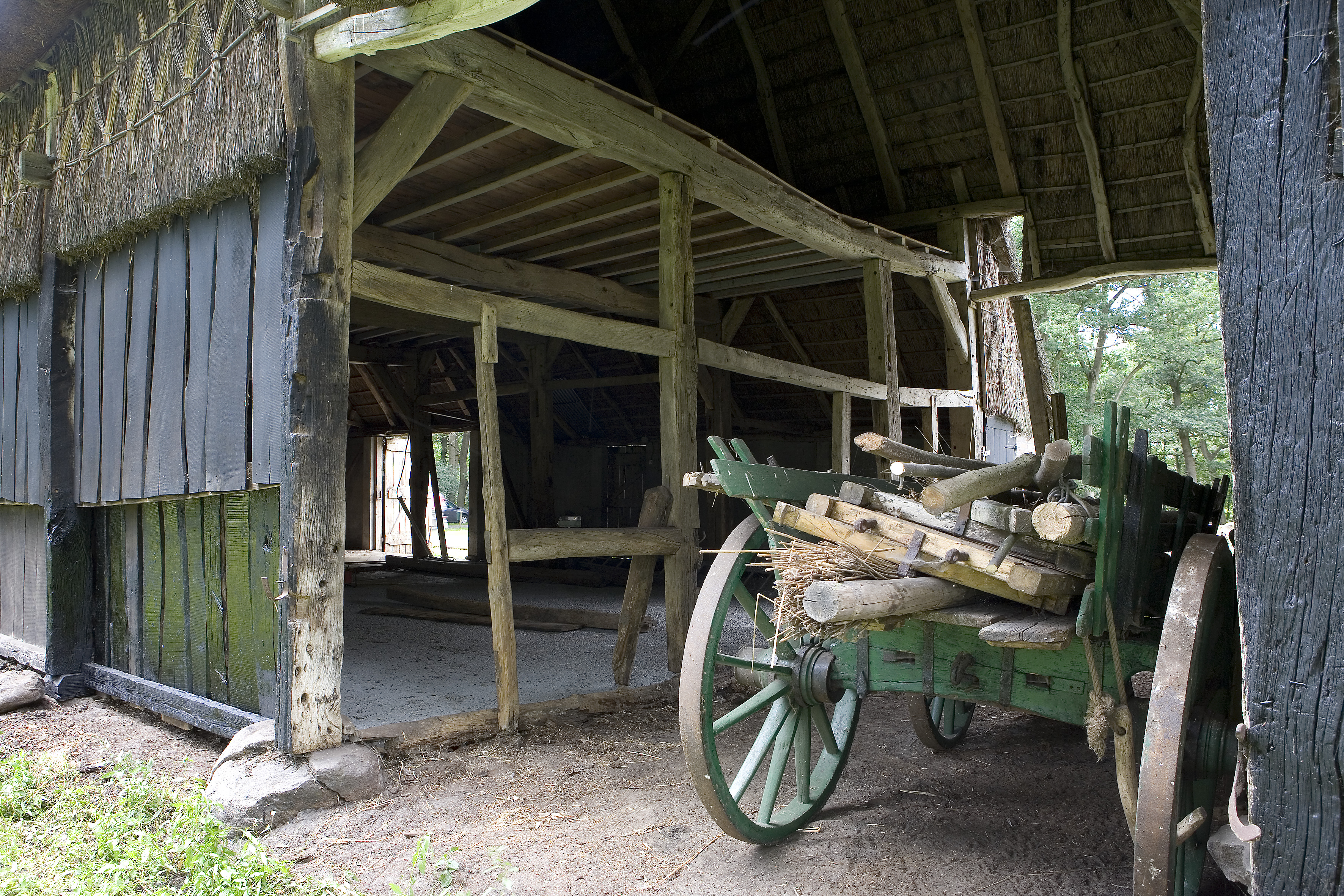
Un granero poco usual en Schoonebeek, Países Bajos, con soleras interrumpidas, los postes o montantes descansan directamente sobre los cimientos de piedra angular

En los edificios históricos, las soleras eran casi siempre maderos grandes y sólidos entramados en las esquinas. Las mismas tenían que soportar la armadura y sus montantes se colocaban directamente sobre los cimientos de piedra o ladrillo, pilares o pilotes (postes de madera clavados o colocados en el suelo). En estas construcciones, se podría decir que las soleras tenían función de carreras, soportaban el peso de las paredes (postes y montantes), así como las viguetas del piso.
Aunque infrecuentes, hay ejemplos de edificios históricos en los EE. UU. donde las viguetas del piso descansan directamente sobre los cimientos, y una plataforma de tablones o de madera colocada sobre estas ejerce de solera. Otra técnica de construcción histórica poco común es aquella en la que los postes o montantes de un edificio con estructura de madera descansan directamente sobre los cimientos o directamente en el suelo y las soleras se encajan entre los postes, denominándose soleras interrumpidas.

## Entramado ligero de madera

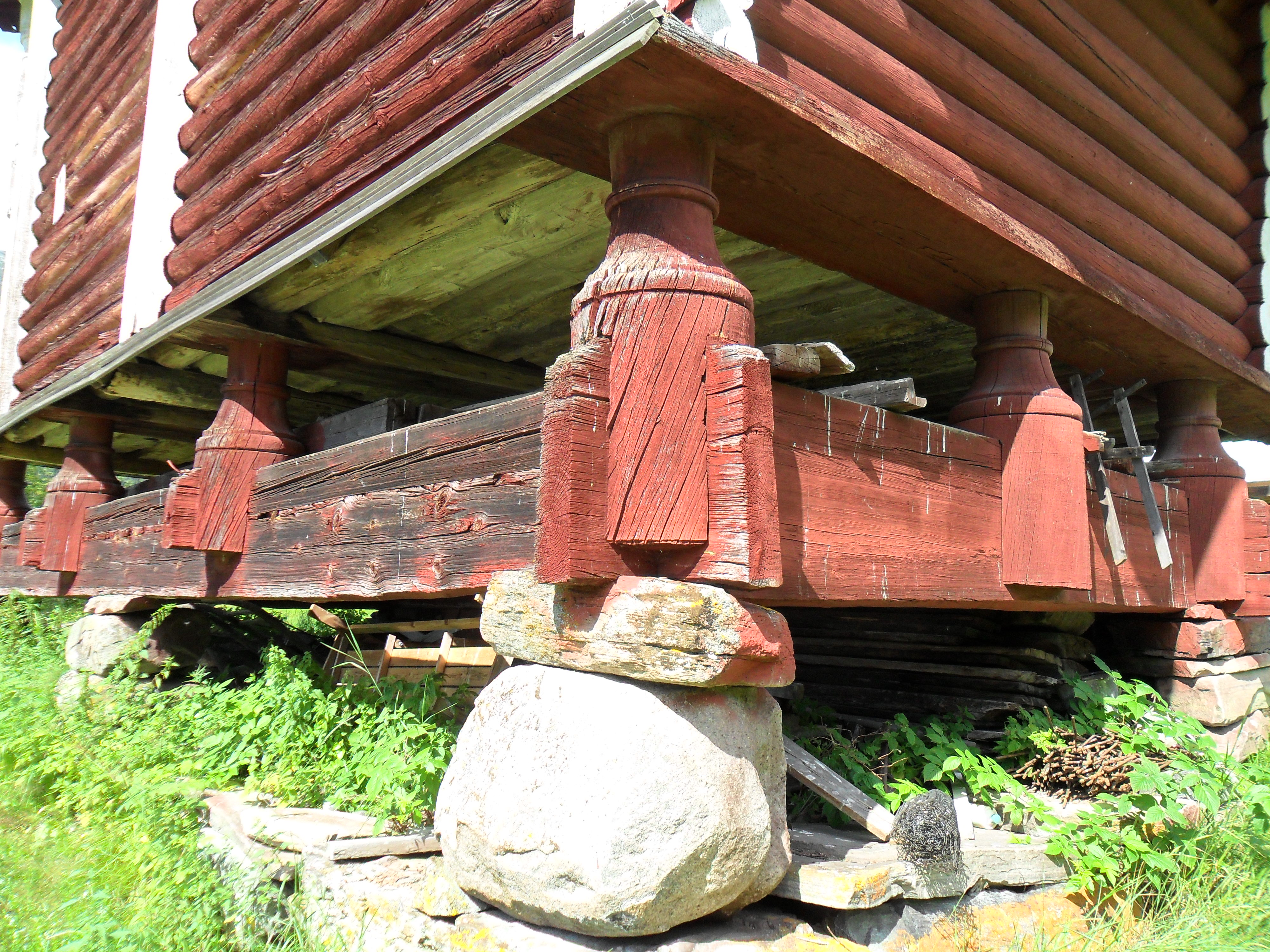
Entramado de estilo noruego en Kravik Mellom, Noruega

En la construcción moderna con madera, las soleras generalmente vienen en tamaños de 2×4, 2×6, 2×8 y 2×10. En la estructura de entramado ligero de madera, las soleras están hechas de madera tratada. Los bastidores o paneles se colocan sobre la solera de implante o solera basal, que suele estar anclada al contrapiso, a menudo con pernos en J, para evitar que el edificio se salga de los cimientos durante una tormenta fuerte o un terremoto. Los códigos de construcción exigen que la parte inferior de esta solera se mantenga entre 6 y 8 pulgadas por encima del nivel de acabado, para evitar las termitas o que la solera se pudra. Además de la solera basal, los bastidores del entramado con plataformas cuenta con una solera inferior, solera superior y solera de amarre.